# Walo
Walo eller Valo är ett mansnamn.
Enligt SCB fanns det den 31 december 2004, 15 män i Sverige som bar förnamnet Walo. Av dessa har 3 namnet Walo som tilltalsnamn/förstanamn. Dessutom fanns det 33 män som hade förnamnet Valo. Av dessa har 5 namnet Valo som tilltalsnamn/förstanamn.